# Walówka
Walówka (biał. Валеўка; ros. Валевка) – agromiasteczko na Białorusi, w obwodzie grodzieńskim, w rejonie nowogródzkim, w sielsowiecie Walówka, przy drodze republikańskiej .
Dawniej miasteczko. W dwudziestoleciu międzywojennym leżała w Polsce, w województwie nowogródzkim, w powiecie nowogródzkim.
Znajduje tu się parafialna cerkiew prawosławna pod wezwaniem Świętych Apostołów Piotra i Pawła. Dawniej istniał tu także kościół katolicki ufundowany w 1685 z klasztorem dominikanów skasowanym w ramach represji popowstaniowych w 1835.